# Little Bay
Little Bay (deutsch Kleine Bucht) ist eine im Bau befindliche Planhauptstadt auf der Karibikinsel Montserrat, einem Überseegebiet des Vereinigten Königreichs und Teil der Kleinen Antillen. Die Stadt ist die designierte Hauptstadt des Überseegebiets. Sie liegt nahe der derzeitigen De-facto-Hauptstadt Brades an der gleichnamigen Little Bay.
Die Hauptstadt soll eine Größe von knapp 95 Hektar haben.

## Hintergrund
Nachdem der Südteil der Insel inklusive der langjährigen Hauptstadt Montserrats, Plymouth, durch einen Ausbruch des Vulkans Soufrière Hills 1997 verwüstet und die Stadt nahezu vollständig zerstört wurde, erklärte man diesen zum Sperrgebiet und verlegte die Institutionen des Staates 1998 in die Stadt Brades im Norden. Nach dem abgeschlossenen Aufbau der nur wenige Kilometer von Brades entfernten Stadt Little Bay soll diese auch rechtlich zur neuen Hauptstadt von Montserrat bestimmt werden; bis dahin ist dies weiterhin Plymouth.

## Bau
Der Aufbau von Little Bay wird neben der Regierung von Montserrat auch vom britischen Entwicklungshilfeministerium unterstützt. 2012 wurde ein Plan für den Aufbau von der Regierung beschlossen, unter anderem soll ein neuer Hafen entstehen, der Schiffe bis zu einer Größe von 300 Metern abfertigen können soll. Dadurch soll nach dem Willen des Inselstaates auch der Kreuzfahrtschiffsverkehr profitieren. Das Gesamtvolumen wird auf mindestens 200 Millionen US-Dollar geschätzt, etwa die Hälfte davon entfällt auf den Hafen. 2013 wurde damit begonnen, das Baugebiet für den Aufbau vorzubereiten. Im Mai 2019 hat der Bau des Hafens begonnen.